# Holothuria occidentalis
Holothuria occidentalis är en sjögurkeart. Holothuria occidentalis ingår i släktet Holothuria och familjen Holothuriidae. Inga underarter finns listade i Catalogue of Life.